# Piotr Piasecki
Piotr Piasecki (ur. 4 września 1952 w Szczecinie) – polski jeździec, trener, medalista mistrzostw Europy, olimpijczyk z Barcelony 1992 i Atlanty 1996.
Zawodnik specjalizujący się w WKKW. 
Jako junior w roku 1969 wywalczył tytuł mistrza Polski (na koniu Wanad).
Wielokrotny medalista mistrzostw Polski:
- złoty w latach 1976 (na koniu Idrys), 1979 (na koniu Kwakier), 1986, 1987 (na koniu Iwan), 1988 (na koniu Igrek),
- brązowy w latach 1980, 1981 (na koniu Iwan), 1993.

Brązowy medalista mistrzostw Europy w roku 1981 w drużynowym WKKW. Uczestnik mistrzostw Europy w Luhmühlen (1979) - 35. miejsce indywidualnie i 6. miejsce drużynowo.
Na igrzyskach zajął 35. miejsce w konkursie indywidualnym, a polska drużyna (partnerami byli: Jacek Krukowski, Bogusław Jarecki, Arkadiusz Bachur) została sklasyfikowana na 9. miejscu.
Na igrzyskach w Atlancie wystartował w konkursie indywidualnym WKKW, którego nie ukończył.
Po zakończeniu kariery sportowej trener. Był m.in. trenerem kadry narodowej juniorów w WKKW.